# مجلس الهجرة السويدي
مجلس الهجرة السويدي أو وكالة الهجرة السويدية (بالسويدية: Migrationsverket)‏، هي وكالة حكومية سويدية تأسست في 1 يوليو 1969، وتتمثل مُهمتها في تقييم طلبات الأشخاص الراغبين في الحصول على تصريح إقامة مؤقتة أو الحصول على إقامة دائمة في السويد أو الجنسية السويدية، والبت في هاته الطلبات.
تتبع وكالة الهجرة السويدية لوزارة العدل، وتتوفر على حوالي 40 مكتبًا مُوزعة على جميع أنحاء البلاد. يقع مقر الوكالة الرئيسي في نورشوبينغ في أوسترجوتلاند، ويرأسُها حاليا المُدير العام الحالي أندرس دانيلسون. في سنة 2014، توصلت الوكالة بما مجموعه 81,301 طلب لجوء، قُبل 31,220 منها.
في سنة 2017، ووفقًا لحسابات أجرتها مجلة فوكوس الأسبوعية، بلغت ميزانية الوكالة المُخصصة للقُصر غير المصحوبين 27 مليار كرونة سويدية، وهُو المبلغ الذي يُعادل 37٪ من ميزانية المُفوضية السامية للأمم المتحدة لشؤون اللاجئين.

## انتقادات
تعرضت وكالة الهجرة السويدية لعدة انتقادات بسبب تعاملها مع طلبات تصاريح العمل للمغتربين والتأخيرات التي تحدث في هذا الصدد، إلى جانب تعامُلها المُثير للجدل مع تطبيق القوانين السويدية بخُصوص مُتطلبات التأمين لتمديد تصاريح العمل. يمتد التأخير في معالجة بعض الطلبات في بعض الحالات إلى 10 أشهر.
في مايو 2016، بدأ المجلس الوطني السويدي للطب الشرعي في مُساعدة الوكالة في تحديد عمر المهاجرين الذين يزعمون أنهم أقل من 18 عامًا. في تحقيقها الأول الذي طال 518 شخصا، خلُص التحقيق إلى أن 442 شخصا من هؤلاء بالغون وأن الباقين احتفظوا بوضعهم كقصر غير مصحوبين بذويهم، مما أتاح لهم الحصول على امتيازات التعليم والسكن، كما لديهم احتمال أكبر للحصول على وضع اللاجئ. من بين هؤلاء ال442 شخصا، كان هُناك 430 رجلاً و 12 امرأة. كُلف المجلس السويدي للطب الشرعي بإنجاز الأعمال المتراكمة من 3,000 إلى 14,000 من التحقيقات العمرية التي أعاقها محامو نقابة المحامين السويدية والأطباء وأطباء الأسنان والمسؤولين في المجلس الوطني للصحة والرعاية [الإنجليزية].
في يونيو 2016، أعربت وكالة الهجرة السويدية عن شكوكها بشأن 70٪ من طالبي اللجوء الذين يزعمون أن عُمرهم يتراوح بين 15-17.
إلى غاية سنة 2017، منحت وكالة الهجرة السويدية تصاريح إقامة مؤقتة [الإنجليزية] أيضًا للأشخاص الذين يُعتبرون مُجرمي حرب وتهديدات أمنية. سمح هذا لهؤلاء الأفراد بالمُطالبة بالحصول على مزايا الرعاية الاجتماعية والرعاية الصحية من دولة السويد.
في سبتمبر 2017، أبلغ مُوظفو الوكالة عن ارتفاع مستويات التهديدات بالقتل والمُضايقات التي تصلُهم من المهاجرين المُتقدمين للحصول على تصاريح إقامة، وقد تغيرت طبيعة هاته التهديدات لتصل إلى درجة البحث عن الموظفين في منازلهم أو إرسال رسائل تهديد على هواتفهم الخاصة أو على حساباتهم على مواقع التواصل الاجتماعي.
في يوليو 2018، انتقدت الوكالة الوطنية ضد الجرائم المتعلقة بالشرف كُلا من الوكالة السويدية للهجرة وبلديات السويد لعدم القيام بما يكفي لاكتشاف وتصحيح حالات زواج القاصرين في صُفوف المهاجرين.